# 翔安機場駅
翔安機場駅（しょうあんきじょう-えき）は中華人民共和国福建省廈門市翔安区に位置する廈門軌道交通3号線ならびに4号線の駅。廈門翔安国際空港のターミナルに併設が予定されている。

## 駅周辺
- 廈門翔安国際空港(未開業) - 併設予定